# Nikon F80

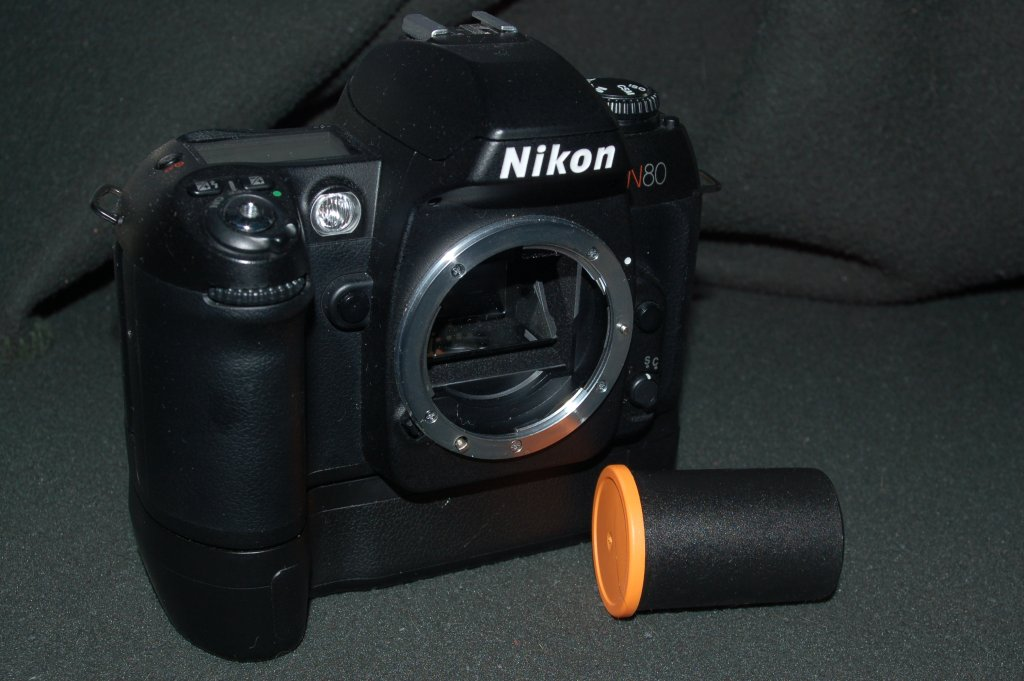
En Nikon F80 med batterigrepp MB-16

Nikon F80 är en semiprofessionell systemkamera Nikon SLR (ESR) som dök upp i Sverige 2001. Gamla objektiv med F-bajonett passar men ljusmätningen fungerar ej, nya D-objektiv liksom G-objektiv (utan bländarring) passar, liksom objektiv med silent wave motor. Fujifilms digitalkamera Finepixe S2pro bygger på F80 huset.